# The Righteous Brothers
The Righteous Brothers van ser el duet musical format per Bill Medley i Bobby Hatfield. Van enregistrar diversos discos des de 1963 fins al 1975 i van seguir tocant fins a la mort de Hatfield l'any 2003. El seu estil vocal, de caràcter emotiu, va ser anomenat "blue-eyed soul".
Medley i Hatfield posseïen un talent vocal excepcional, amb una àmplia tessitura i un bon control de la veu que els va permetre crear un so consistent i característic, tant cantant junts com de solistes. Medley cantava les parts greus amb la seva profunda veu de baríton, i Hatfield feia els registres més aguts, amb la seva veu de tenor en alça.
El 1962 van adoptar el seu nom artístic a partir d'un fet succeït temps enrere en un concert a Los Angeles amb un grup anterior, The Paramours, en el que hi havia John Wimber (un dels fundadors del Moviment Vineyard) als teclats. Al final del concert un soldat de la marina dels EUA que hi havia entre el públic va cridar: "That was righteous, brothers!".

## Senzills[calcitació]
| Any  | Títols | Posicions | Posicions | Posicions | Posicions |             | Àlbum                                                      |
| Any  | Títols | US        | UK        | CAN       | NLD       |             | Àlbum                                                      |
| ---- | --- | --------- | --------- | --------- | --------- | ----------- | ---------------------------------------------------------- |
| 1963 | "Little Latin Lupe Lu" b/w "I'm So Lonely"                                                                                     | 49        | —         | —         | —         |             | Right Now!                                                 |
| 1963 | "My Babe"[a] b/w "Fee-Fi-Fidily-I-O"                                                                                           | 75        | —         | —         | —         |             | Right Now!                                                 |
| 1963 | "Koko Joe" b/w "B-Flat Blues"                                                                                                  | —         | —         | —         | —         |             | Right Now!                                                 |
| 1964 | "Try To Find Another Man" b/w "I Still Love You" (from This Is New!)                                                           | —         | —         | —         | —         |             | Some Blue-Eyed Soul                                        |
| 1964 | "Bring Your Love To Me" b/w "If You're Lying, You'll Be Crying" (from This Is New!)                                            | —         | —         | —         | —         |             | Some Blue-Eyed Soul                                        |
| 1964 | "This Little Girl Of Mine" b/w "If You're Lying, You'll Be Crying" (from This Is New!)                                         | —         | —         | —         | —         |             | Some Blue-Eyed Soul                                        |
| 1964 | "You've Lost That Lovin' Feelin'" b/w "There's A Woman"                                                                        | 1         | 1         | 1         | 8         |             | You've Lost That Lovin' Feelin'                            |
| 1965 | "Bring Your Love to Me" / "Fannie Mae"                                                                                         | 83 117    | —         | —         | —         |             | Some Blue-Eyed Soul                                        |
| 1965 | "Just Once in My Life\|Just Once In My Life" b/w "The Blues"                                                                   | 9         | —         | 6         | —         |             | Just Once In My Life                                       |
| 1965 | "You Can Have Her"[b] b/w "Love Or Magic" (from Right Now!)                                                                    | 67        | —         | 17        | —         |             | This Is New!                                               |
| 1965 | "Justine" b/w "In That Great Gettin' Up Mornin'" (from Right Now!)                                                             | 85        | —         | 37        | —         |             | This Is New!                                               |
| 1965 | "Unchained Melody" / "Hung On You" (from Back To Back)                                                                         | 4 47      | 14 —      | 9 —       | 8 —       |             | Just Once In My Life                                       |
| 1965 | "For Your Love" b/w "Gotta Tell You How I Feel" (from This Is New!)                                                            | —         | —         | —         | —         |             | Some Blue-Eyed Soul                                        |
| 1965 | "Ebb Tide" b/w "(I Love You) For Sentimental Reasons"                                                                          | 5         | 48        | 5         | —         |             | Back To Back                                               |
| 1966 | "Georgia On My Mind"[b] b/w "My Tears Will Go Away" (from Some Blue-Eyed Soul)                                                 | 62        | —         | —         | —         |             | Right Now!                                                 |
| 1966 | "(You're My) Soul and Inspiration" b/w "B-Side Blues" (Non-album track)                                                        | 1         | 15        | 2         | —         | - US: Or    | Soul & Inspiration                                         |
| 1966 | "He" / "He Will Break Your Heart"                                                                                              | 18 91     | — —       | 17 —      | —         |             | Soul & Inspiration                                         |
| 1966 | "Bring Your Love To Me" (second reissue) b/w "I Need A Girl" (from This Is New!)                                               | —         | —         | —         | —         |             | Some Blue-Eyed Soul                                        |
| 1966 | "Go Ahead and Cry" b/w "Things Didn't Go Your Way"                                                                             | 30        | —         | 27        | —         |             | Go Ahead and Cry                                           |
| 1966 | "On This Side Of Goodbye" b/w "A Man Without A Dream"                                                                          | 47        | —         | 42        | —         |             | Sayin' Somethin'                                           |
| 1966 | "\|The White Cliffs Of Dover" b/w "She's Mine, All Mine"                                                                       | —         | 21        | —         | —         |             | Back To Back                                               |
| 1966 | "Island In The Sun" b/w "What Now My Love"                                                                                     | —         | 24        | —         | —         |             | Go Ahead and Cry                                           |
| 1967 | "Along Came Jones" b/w "Jimmy's Blues"                                                                                         | —         | —         | —         | —         |             | Sayin' Somethin'                                           |
| 1967 | "Melancholy Music Man" b/w "Don't Give Up On Me"                                                                               | 43        | —         | —         | —         |             | Non-album tracks                                           |
| 1967 | "Stranded In The Middle Of No Place" b/w "Been So Nice"                                                                        | 72        | —         | —         | —         |             | Souled Out                                                 |
| 1967 | "My Darling Clementine" b/w "That Lucky Old Sun" Unreleased single                                                             | —         | —         | —         | —         |             | Standards                                                  |
| 1968 | "Here I Am" b/w "So Many Lonely Nights Ahead"                                                                                  | —         | —         | —         | —         |             | Souled Out                                                 |
| 1969 | "You've Lost That Lovin' Feelin'" b/w "Let The Good Times Roll" (from The Righteous Brothers Greatest Hits, Vol. 2) UK reissue | —         | 10        | —         | —         |             | The Righteous Brothers Greatest Hits                       |
| 1970 | "Woman, Man Needs Ya" b/w "And The Party Goes On"                                                                              | —         | —         | —         | —         |             | Re-Birth                                                   |
| 1970 | "Po' Folks" b/w "Good N' Nuff"                                                                                                 | —         | —         | —         | —         |             | Re-Birth                                                   |
| 1974 | "Rock and Roll Heaven" b/w "I Just Wanna Be Me"                                                                                | 3         | —         | 4         | —         |             | Give It To The People                                      |
| 1974 | "Give It To The People" b/w "Love Is Not A Dirty Word"                                                                         | 20        | —         | 27        | —         |             | Give It To The People                                      |
| 1974 | "Dream On" b/w "Dr. Rock and Roll"                                                                                             | 32        | —         | 41        | —         |             | Give It To The People                                      |
| 1975 | "Never Say I Love You" b/w "High Blood Pressure"                                                                               | —         | —         | —         | —         |             | The Sons Of Mrs. Righteous                                 |
| 1975 | "Substitute" b/w "Young Blood"                                                                                                 | —         | —         | —         | —         |             | The Sons Of Mrs. Righteous                                 |
| 1976 | "Hold On (To What You Got)" b/w "Let Me Make The Music"                                                                        | —         | —         | —         | —         |             | Non-album tracks                                           |
| 1977 | "You've Lost That Lovin' Feelin'" b/w "Rat Race" (from Soul & Inspiration) UK reissue                                          | —         | 42        | —         | —         |             | The Righteous Brothers Greatest Hits                       |
| 1988 | "You've Lost That Lovin' Feelin'" b/w "Unchained Melody" Dutch reissue                                                         | —         | 87        | —         | 13        |             | Unchained Melody - The Very Best Of The Righteous Brothers |
| 1990 | "Unchained Melody"[c] b/w "Hung On You" Reissue                                                                                | 13        | 1         | 4         | 1         | - UK: Platí | Unchained Melody - The Very Best Of The Righteous Brothers |
| 1990 | "Unchained Melody" (new 1990 recording for Curb Records) CD single                                                             | 19        | —         | —         | —         | - US: Platí |                                                            |
| 1990 | "You've Lost That Lovin' Feelin'" b/w "Ebb Tide" UK reissue                                                                    | —         | 3         | —         | —         |             | Unchained Melody - The Very Best Of The Righteous Brothers |
|      | |           |           |           |           |             |                                                            |